# 毛龍文
毛龍文（？—1603年10月2日），和名豐見城親方盛章，琉球國第二尚氏王朝官僚。
毛龍文是毛氏豐見城殿內的第四代當主，為毛實（豐見城親方盛庸）之子。1583年（萬曆十一年），他被尚永王任命為三司官，歷仕尚永王、尚寧王兩朝，於萬曆三十一年癸卯八月二十八日卒。葬於首里玉陵旁的見上森，後改葬於中城的岱城墓中。
毛龍文娶翁壽祥（國頭親方盛順）的次女思乙為正室。其子毛繼祖（豐見城親方盛續）後來也擔任了三司官職務。